# Українські футбольні клуби в єврокубках (1980—1990)
Українські футбольні клуби в єврокубках (1980—1990) — результати матчів українських футбольних команд у європейських клубних турнірах, які проводилися під егідою УЄФА в 1980—1990 роках. На той момент — це Кубок європейських чемпіонів УЄФА, Кубок володарів кубків УЄФА, Кубок УЄФА та Суперкубок УЄФА.

## Сезон 1980/1981
- «Шахтар» Донецьк (2-e місце в чемпіонаті СРСР сезону 1979 р. та володар Кубка СРСР сезону 1980 р.)[1]
  - 1-й раунд Кубка УЄФА
    - 17.09.1980 «Шахтар» (Донецьк) — «Айнтрахт» (Франкфурт-на-Майні, ФРН) 1:0 (Старухін 23-пен.)
    - 01.10.1980 «Айнтрахт» (Франкфурт-на-Майні, ФРН) — «Шахтар» (Донецьк) 3:0 (Гельценбайн 4, Чха 38, 72)

- «Динамо» Київ (3-є місце в чемпіонаті СРСР сезону 1979 р.)
  - 1-й раунд Кубка УЄФА
    - 17.09.1980 «Динамо» (Київ) — «Левські-Спартак» (Софія, Болгарія) 1:1 (Буряк 38-пен. — Спасов 26)
    - 01.10.1980 «Левські-Спартак» (Софія, Болгарія) — «Динамо» (Київ) 0:0

## Сезон 1981/1982
- «Динамо» Київ (чемпіон СРСР сезону 1980 р.)
  - 1-й раунд Кубка європейських чемпіонів УЄФА
    - 16.09.1981 «Динамо» (Київ) — «Трабзонспор» (Трабзон, Туреччина) 1:0 (Блохін 74)
    - 30.09.1981 «Трабзонспор» (Трабзон, Туреччина) — «Динамо» (Київ) 1:1 (Юдже 27 — Безсонов 52)

  - 2-й раунд Кубка європейських чемпіонів УЄФА
    - 21.10.1981 «Аустрія» (Відень, Австрія) — «Динамо» (Київ) 0:1 (Баль 24)
    - 04.11.1981 «Динамо» (Київ) — «Аустрія» (Відень, Австрія) 1:1 (Буряк 35-пен. — Петков 25)

  - Чвертьфінал Кубка європейських чемпіонів УЄФА
    - 03.03.1982 «Динамо» (Київ) — «Астон Вилла» (Бірмінгем, Англія) 0:0 [2]
    - 17.03.1982 «Астон Вилла» (Бірмінгем, Англія) — «Динамо» (Київ) 2:0 (Шоу 4, Макнот 44)

## Сезон 1982/1983
- «Динамо» Київ (чемпіон СРСР сезону 1981 р.)
  - 1-й раунд Кубка європейських чемпіонів УЄФА
    - 15.09.1982 «Грассгоппер» (Цюрих, Швейцарія) — «Динамо» (Київ) 0:1 (Германн 83-авт.)
    - 29.09.1982 «Динамо» (Київ) — «Грассгоппер» (Цюрих, Швейцарія) 3:0 (Буряк 17, 90, Дем'яненко 36)

  - 2-й раунд Кубка європейських чемпіонів УЄФА
    - «Динамо» (Київ) — «17. Ненторі» (Тирана, Албанія) +:- [3]

  - Чвертьфінал Кубка європейських чемпіонів УЄФА
    - 02.03.1983 «Динамо» (Київ) — «Гамбург» (Гамбург, ФРН) 0:3 (Баструп 6, 52, 71)[4]
    - 16.03.1983 «Гамбург» (Гамбург, ФРН) — «Динамо» (Київ) 1:2 (Гартвіг 61 — Безсонов 52, Євтушенко 82)

## Сезон 1983/1984
- «Шахтар» Донецьк (володар Кубка СРСР сезону 1983 р.)
  - 1-й раунд Кубка володарів кубків УЄФА
    - 14.09.1983 Б 1901 (Нюкебінг-Фальстер, Данія) — «Шахтар» (Донецьк) 1:5 (Бойвад 50-пен. — Морозов 25, 53, Грачов 32, 72, Раденко 43)
    - 28.09.1983 «Шахтар» (Донецьк) — Б 1901 (Нюкебінг-Фальстер, Данія) 4:2 (Морозов 25, 83, Соколовський 37-пен., Грачов 80 — Соколовський 23-авт., Бойвад 77-пен.)

  - 2-й раунд Кубка володарів кубків УЄФА
    - 19.10.1983 «Шахтар» (Донецьк) — «Серветт» (Женева, Швейцарія) 1:0 (Грачов 85)
    - 01.11.1983 «Серветт» (Женева, Швейцарія) — «Шахтар» (Донецьк) 1:2 (Бріггер 88 — Варнавський 58, 61)

  - Чвертьфінал Кубка володарів кубків УЄФА
    - 07.03.1984 «Порту» (Порту, Португалія) — «Шахтар» (Донецьк) 3:2 (Жайме Пашеку 41-пен., Антоніу Фрашку 47, Жакеш 70 — Морозов 6, Соколовський 37)
    - 21.03.1984 «Шахтар» (Донецьк) — «Порту» (Порту, Португалія) 1:1 (Грачов 63 — Волш 72)

- «Динамо» Київ (2-e місце в чемпіонаті СРСР сезону 1982 р.)
  - 1-й раунд Кубка УЄФА
    - 14.09.1983 «Динамо» (Київ) — «Лаваль» (Лаваль, Франція) 0:0
    - 28.09.1983 «Лаваль» (Лаваль, Франція) — «Динамо» (Київ) 1:0 (Суто 34)

## Сезон 1984/1985
- «Дніпро» Дніпропетровськ (чемпіон СРСР сезону 1983 р.)
  - 1-й раунд Кубка європейських чемпіонів УЄФА
    - 19.09.1984 «Трабзонспор» (Трабзон, Туреччина) — «Дніпро» (Дніпропетровськ) 1:0 (Челік 7)
    - 03.10.1984 «Дніпро» (Дніпропетровськ) — «Трабзонспор» (Трабзон, Туреччина) 3:0 (Литовченко 46, 67, Озчаглаян 89-авт.)[5]

  - 2-й раунд Кубка європейських чемпіонів УЄФА
    - 24.10.1984 «Левські-Спартак» (Софія, Болгарія) — «Дніпро» (Дніпропетровськ) 3:1 (Велев 31, Вилчев 45, Сираков 66 — Литовченко 24)
    - 07.11.1984 «Дніпро» (Дніпропетровськ) — «Левські-Спартак» (Софія, Болгарія) 2:0 (Таран 11, Кузнецов 24). На 70-й хвилині Спасов («Левські-Спартак») не реалізував пенальті.[5]

  - Чвертьфінал Кубка європейських чемпіонів УЄФА
    - 06.03.1985 «Бордо» (Бордо, Франція) — «Дніпро» (Дніпропетровськ) 1:1 (Лякомб 10 — Лютий 43). На 20-й хвилині Мюллер («Бордо») не реалізував пенальті.
    - 20.03.1985 «Дніпро» (Дніпропетровськ) — «Бордо» (Бордо, Франція) 1:1 (Лисенко 11 — Тюссо 75) Серія пенальті — 3:5[6][5]

## Сезон 1985/1986
- «Динамо» Київ (володар Кубка СРСР сезону 1984-85 рр.)
  - 1-й раунд Кубка володарів кубків УЄФА
    - 18.09.1985 «Утрехт» (Утрехт, Нідерланди) — «Динамо» (Київ) 2:1 (Крейс 40, ван Лун 63 — Дем'яненко 82)
    - 02.10.1985 «Динамо» (Київ) — «Утрехт» (Утрехт, Нідерланди) 4:1 (Блохін 9, Яремчук 19, Заваров 55, Євтушенко 60 — де Крейк 8)

  - 2-й раунд Кубка володарів кубків УЄФА
    - 23.10.1985 «Університатя» (Крайова, Румунія) — «Динамо» (Київ) 2:2 (Бику 12, 82-пен. — Заваров 16, 24)
    - 06.11.1985 «Динамо» (Київ) — «Університатя» (Крайова, Румунія) 3:0 (Рац 5, Бєланов 11, Дем'яненко 12)

  - Чвертьфінал Кубка володарів кубків УЄФА
    - 05.03.1986 «Рапід» (Відень, Австрія) — «Динамо» (Київ) 1:4 (Вільфурт 84 — Бєланов 56, 61, Рац 68, Яковенко 74)
    - 19.03.1986 «Динамо» (Київ) — «Рапід» (Відень, Австрія) 5:1 (Яремчук 7, 32, Бєланов 12-пен., Конзель 43-авт., Євтушенко 79 — Халилович 27)

  - Півфінал Кубка володарів кубків УЄФА
    - 02.04.1986 «Динамо» (Київ) — «Дукла» (Прага, Чехословаччина) 3:0 (Блохін 7, 37, Заваров 35)
    - 16.04.1986 «Дукла» (Прага, Чехословаччина) — «Динамо» (Київ) 1:1 (Кршиж 70 — Бєланов 63-пен.)

  - Фінал Кубка володарів кубків УЄФА, Ліон / Франція
    - 02.05.1986 «Атлетіко» (Мадрид, Іспанія) — «Динамо» (Київ) 0:3 (Заваров 5, Блохін 84, Євтушенко 87)

  - Суперкубок УЄФА (1986), Монако
    - 24.02.1987 «Стяуа» (Бухарест, Румунія) — «Динамо» (Київ) 1:0 (Хаджі 45)
- «Дніпро» Дніпропетровськ (3-є місце в чемпіонаті СРСР сезону 1984 р.)
  - 1-й раунд Кубка УЄФА
    - 18.09.1985 «Вісмут» (Ауе, НДР) — «Дніпро» (Дніпропетровськ) 1:3 (Шмідт 75 — Литовченко 27, Таран 47, Кузнецов 76)
    - 02.10.1985 «Дніпро» (Дніпропетровськ) — «Вісмут» (Ауе, НДР) 2:1 (Протасов 51, 78 — Лоренц 72)[5]

  - 2-й раунд Кубка УЄФА
    - 23.10.1985 ПСВ (Ейндговен, Нідерланди) — «Дніпро» (Дніпропетровськ) 2:2 (Макдональд 55, Торесен 80 — Протасов 17, 68)
    - 06.11.1985 «Дніпро» (Дніпропетровськ) — ПСВ (Ейндговен, Нідерланди) 1:0 (Литовченко 47)[5]

  - 3-й раунд Кубка УЄФА
    - 27.11.1985 «Дніпро» (Дніпропетровськ) — «Хайдук» (Спліт, Югославія) 0:1 (Пучков 78-авт.)[5]
    - 11.12.1985 «Хайдук» (Спліт, Югославія) — «Дніпро» (Дніпропетровськ) 2:0 (Гудель 47, 64)

- «Чорноморець» Одеса (4-e місце в чемпіонаті СРСР сезону 1984 р.)
  - 1-й раунд Кубка УЄФА
    - 18.09.1985 «Чорноморець» (Одеса) — «Вердер» (Бремен, ФРН) 2:1 (Юрченко 13, Щербаков 42 — Маєр 46)
    - 02.10.1985 «Вердер» (Бремен, ФРН) — «Чорноморець» (Одеса) 3:2 (Кутцоп 10, Пеццай 53, Нойбарт 73 — Пасулько 25, Морозов 47)

  - 2-й раунд Кубка УЄФА
    - 23.10.1985 «Реал» (Мадрид, Іспанія) — «Чорноморець» (Одеса) 2:1 (Гордільйо 1, Вальдано 71 — Багапов 6)
    - 06.11.1985 «Чорноморець» (Одеса) — «Реал» (Мадрид, Іспанія) 0:0

## Сезон 1986/1987
- «Динамо» Київ (чемпіон СРСР сезону 1985 р.)
  - 1-й раунд Кубка європейських чемпіонів УЄФА
    - 17.09.1986 «Бероє» (Стара Загора, Болгарія) — «Динамо» (Київ) 1:1 (Бончев 88-пен. — Михайличенко 51)
    - 01.10.1986 «Динамо» (Київ) — «Бероє» (Стара Загора, Болгарія) 2:0 (Блохін 7, Яковенко 46)

  - 2-й раунд Кубка європейських чемпіонів УЄФА
    - 22.10.1986 «Селтік» (Глазго, Шотландія) — «Динамо» (Київ) 1:1 (Джонстон 78 — Євтушенко 17)
    - 05.11.1986 «Динамо» (Київ) — «Селтік» (Глазго, Шотландія) 3:1 (Блохін 12, Яковенко 72, Євтушенко 89 — Макгі 49)

  - Чвертьфінал Кубка європейських чемпіонів УЄФА
    - 14.03.1987 «Бешикташ» (Стамбул, Туреччина) — «Динамо» (Київ) 0:5 (Бєланов 18, Блохін 40, 53, Євтушенко 49, 64)[7]
    - 18.03.1987 «Динамо» (Київ) — «Бешикташ» (Стамбул, Туреччина) 2:0 (Блохін 50, Євтушенко 70). На 86-й хвилині Бєланов («Динамо») не реалізував пенальті.

  - Півфінал Кубка європейських чемпіонів УЄФА
    - 08.04.1987 «Порту» (Порту, Португалія) — «Динамо» (Київ) 2:1 (Паулу Футре 49, Антоніу Андре 57-пен. — Яковенко 73)
    - 22.04.1987 «Динамо» (Київ) — «Порту» (Порту, Португалія) 1:2 (Михайличенко 11 — Селсу Гавіан 3, Фернанду Гоміш 10)

- «Дніпро» Дніпропетровськ (3-є місце в чемпіонаті СРСР сезону 1985 р.)
  - 1-й раунд Кубка УЄФА
    - 17.09.1986 «Легія» (Варшава, Польща) — «Дніпро» (Дніпропетровськ) 0:0
    - 01.10.1986 «Дніпро» (Дніпропетровськ) — «Легія» (Варшава, Польща) 0:1 (Арашкевич 78). На 51-й хвилині Протасов («Дніпро») не реалізував пенальті.[5]

## Сезон 1987/1988
- «Динамо» Київ (чемпіон СРСР сезону 1986 р.)
  - 1-й раунд Кубка європейських чемпіонів УЄФА
    - 16.09.1987 «Динамо» (Київ) — «Рейнджерс» (Глазго, Шотландія) 1:0 (Михайличенко 74-пен.)
    - 30.09.1987 «Рейнджерс» (Глазго, Шотландія) — «Динамо» (Київ) 2:0 (Фалко 24, Маккойст 50)

## Сезон 1988/1989
- «Металіст» Харків (володар Кубка СРСР сезону 1987-88 рр.)
  - 1-й раунд Кубка володарів кубків УЄФА
    - 07.09.1988 «Борац» (Баня-Лука, Югославія) — «Металіст» (Харків) 2:0 (Лемич 43, Липовац 87)
    - 05.10.1988 «Металіст» (Харків) — «Борац» (Баня-Лука, Югославія) 4:0 (Тарасов 26, 62, Аджоєв 78-пен., Єсипов 88)

  - 2-й раунд Кубка володарів кубків УЄФА
    - 26.10.1988 «Рода» (Керкраде, Нідерланди) — «Металіст» (Харків) 1:0 (ван дер Лейр 43)
    - 09.11.1988 «Металіст» (Харків) — «Рода» (Керкраде, Нідерланди) 0:0

- «Дніпро» Дніпропетровськ (2-e місце в чемпіонаті СРСР сезону 1987 р.)
  - 1-й раунд Кубка УЄФА
    - 07.09.1988 «Дніпро» (Дніпропетровськ) — «Бордо» (Бордо, Франція) 1:1 (Лютий 49 — Рош 24)
    - 05.10.1988 «Бордо» (Бордо, Франція) — «Дніпро» (Дніпропетровськ) 2:1 (Стопіра 48, Шифо 75-пен. — Чередник 2)

## Сезон 1989/1990
- «Дніпро» Дніпропетровськ (чемпіон СРСР сезону 1988 р.)
  - 1-й раунд Кубка європейських чемпіонів УЄФА
    - 13.09.1989 «Лінфілд» (Белфаст, Північна Ірландія) — «Дніпро» (Дніпропетровськ) 1:2 (Муні 88-пен. — Кудрицький 9, 53)[8]
    - 27.09.1989 «Дніпро» (Дніпропетровськ) — «Лінфілд» (Белфаст, Північна Ірландія) 1:0 (Сон 7)

  - 2-й раунд Кубка європейських чемпіонів УЄФА
    - 18.10.1989 «Дніпро» (Дніпропетровськ) — «Сваровскі-Тіроль» (Інсбрук, Австрія) 2:0 (Юдін 37, Сон 72)
    - 01.11.1989 «Сваровскі-Тіроль» (Інсбрук, Австрія) — «Дніпро» (Дніпропетровськ) 2:2 (Вестерталер 30, Пакульт 77 — Сон 5, Лютий 80)

  - Чвертьфінал Кубка європейських чемпіонів УЄФА
    - 07.03.1990 «Бенфіка» (Лісабон, Португалія) — «Дніпро» (Дніпропетровськ) 1:0 (Магнуссон 7-пен.)
    - 21.03.1990 «Дніпро» (Дніпропетровськ) — «Бенфіка» (Лісабон, Португалія) 0:3 (Ліма 55, 60, Рікарду Гоміс 86)

- «Динамо» Київ (2-e місце в чемпіонаті СРСР сезону 1988 р.)
  - 1-й раунд Кубка УЄФА
    - 13.09.1989 «Динамо» (Київ) — МТК-ВМ (Будапешт, Угорщина) 4:0 (Протасов 12, Рац 23, 33, Яковенко 55)
    - 27.09.1989 МТК-ВМ (Будапешт, Угорщина) — «Динамо» (Київ) 1:2 (Йован 87 — Заєць 10, Саленко 88)

  - 2-й раунд Кубка УЄФА
    - 18.10.1989 «Динамо» (Київ) — «Банік» (Острава, Чехословаччина) 3:0 (Михайличенко 33, Безсонов 54, Литовченко 79)
    - 01.11.1989 «Банік» (Острава, Чехословаччина) — «Динамо» (Київ) 1:1 (Хилек 35 — Безсонов 2)

  - 3-й раунд Кубка УЄФА
    - 22.11.1989 «Фіорентіна» (Флоренція, Італія) — «Динамо» (Київ) 1:0 (Баджо 77-пен.)[9]
    - 06.12.1989 «Динамо» (Київ) — «Фіорентіна» (Флоренція, Італія) 0:0